# Савичев Рог
Са́вичев Рог (бел. Савічаў Рог) — посёлок в составе Лудчицкого сельсовета Быховского района Могилёвской области Республики Беларусь.

## Население
- 2010 год — 7 человек